# Сент-Леджер, Артур, 1-й виконт Донерейл
Артур Сент-Леджер, 1-й виконт Донерейл (англ. Arthur St Leger, 1st Viscount Doneraile; ? — 7 июля 1727) — англо-ирландский политик и пэр.

## Биография

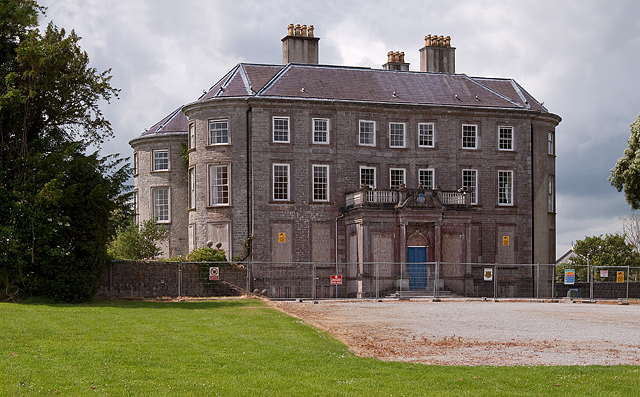
Донерейл-Корт, резиденция виконтов Донерейл

Сын Джона Сент-Леджера (? — 1696) и его первой жены леди Мэри Чичестер, дочери Артура Чичестера, 1-го графа Донегола и его первой жены Доркас Хилл. Потомок сэра Энтони Сент-Леджера (1496—1559), лорда-депутата Ирландии. Сэр Джон Сент-Леджер (1674—1743), барон казначейского суда (Ирландия), был его сводным братом, сыном от второго брака его отца с Афрой Харфлет . Джон, который не пользовался большим уважением как юрист, как говорили, был обязан своим успехом во многом поддержке своего брата, и они были близки на протяжении всей своей жизни.
Артур Сент-Леджер заседал в Ирландской палате общин от Донерейла в 1692—1693 годах. 23 июня 1703 года он был возведен в пэрство Ирландии как виконт Донерейл в графстве Корк и барон Килмейден в графстве Уотерфорд. В 1715 году он был назначен членом Тайного совета Ирландии.
Его наиболее заметный вклад в общественную жизнь был во время дебатов в Ирландской палате лордов по широко обсуждаемому делу Шерлока против Эннесли в 1719 году. Бароны Суда казначейства, включая брата лорда Донерайла Джона, привели в действие указ Британской палаты лордов, проигнорировав противоположный указ Ирландской палаты. Ирландские пэры, разгневанные этим вызовом их власти, вызвали судей, чтобы они предстали перед ними, и после короткого, сварливого слушания заключили их в тюрьму на три месяца. Единственными пэрами, которые проголосовали против заключения судей, были виконт Донерейл и лорд-канцлер Ирландии, лорд Мидлтон. В то время как лорд-канцлер был обеспокоен политическими последствиями поведения лордов, справедливо предупреждая, что Палата рискует полностью потерять свои судебные полномочия. Лорд Донерейл, похоже, был движим простой семейной преданностью, поскольку он и его брат были близки.

## Семья
24 июня 1690 года Артур Сент-Леджер женился на Элизабет Хейз, дочери Джона Хейза и Мехитабель Оттрингтон. Элизабет принесла ему значительные поместья в графстве Уотерфорд, которые она унаследовала от своего деда по материнской линии. У супругов было четверо детей:
- Достопочтенная Элизабет Сент-Леджер (1693/1695 — 11 мая 1772), в 1713 году она вышла замуж за Ричарда Олдворта (1694—1776), мать Сент-Леджера Сент-Леджера, 1-го виконта Донерейла[1]
- Артур Сент-Леджер, 2-й виконт Донерейл (ок. 1695 — 13 марта 1734), старший сын и преемник отца.
- Хейс Сент-Леджер, 4-й виконт Донерейл (1696 — 25 апреля 1767).
- Достопочтенный Джон Сент-Леджер (? — 1741), был убит на дуэли будущим судьей Артуром Бленнерхассетом